# Culex comatus
Culex comatus är en tvåvingeart som beskrevs av Georges Senevet och Emile Abonnenc 1939. Culex comatus ingår i släktet Culex och familjen stickmyggor. Inga underarter finns listade i Catalogue of Life.